# Azosemide
Azosemide là một thuốc lợi tiểu quai trần cao được đưa ra thị trường vào năm 1981 bởi Boehringer Mannheim. :101 Kể từ năm 2015, thuốc đã có sẵn như một loại thuốc gốc ở một số nước châu Á.